# Rougeotiana ruttelerona
Rougeotiana ruttelerona là một loài bướm đêm trong họ Noctuidae.